# Apioceridae
Famille
Les Apioceridae sont une famille d'insectes diptères brachycères.

## Liste des genres et espèces
Selon BioLib (25 mars 2023) :
- genre Apiocera Westwood, 1835
- genre Apomidas Coquillett, 1892

Selon Catalogue of Life (27 févr. 2013) :
- genre Apiocera

Selon ITIS (27 févr. 2013) :
- genre Apiocera
- genre Rhaphiomidas

Selon NCBI (27 févr. 2013) :
- genre Apiocera
  - Apiocera haruspex
  - Apiocera painteri
  - Apiocera philippii